# Aréna Jacques-Plante
L'Aréna Jacques-Plante, est un ancien aréna de la LHJMQ situé à Shawinigan et inauguré en 1937. Jusqu'en 1994, il porte le nom d'Auditorium de Shawinigan.

## Histoire
L'édifice est construit en 1937 et 1938. Les plans sont de l'architecte Jules Caron.
Il y a plusieurs particularités architecturales dans l'aréna. Tout d'abord, la présence de colonnes dans les estrades qui viennent parfois gêner la vue des spectateurs. Il n'y a pas de tableau indicateur au-dessus de la glace comme dans les autres arénas. Il y a un tableau sur le mur au bout de la patinoire.
L'édifice avait été renommé du nom de Jacques Plante.
Devenu désuet et coûteux en entretien, on choisit de le remplacer par un nouveau centre sportif, le Centre Gervais Auto. On ferme l'aréna Jacques-Plante le 18 décembre 2008 à la suite d'une cérémonie empreinte d'émotions durant laquelle on a descendu la bannière de Jacques Plante. Le dernier match de l'histoire de l'aréna s'est terminé par un revers de 3-2 des Cataractes de Shawinigan aux mains des Voltigeurs de Drummondville.

### Bannières
- Numéros retirés
  - 07 Michel Brière
  - 14 Benoit Plouffe
  - 17 Patrice Lefebvre
  - 18 Marcel Giguère
  - 26 Dean Bergeron
  - 27 Stephan Lebeau
- Trophée Jean-Rougeau
  - 2000-2001
  - 1984-1985

### Changement de vocation

#### Complexe Jacques-Plante
De 2008 à 2012, le bâtiment, propriété de la ville de Shawiningan, sert d'entrepôt. C'est en janvier 2012 que l'entreprise Olymbec achète ce dernier afin de le rénover et d'accueillir notamment des bureaux de l'Agence du revenu du Québec.

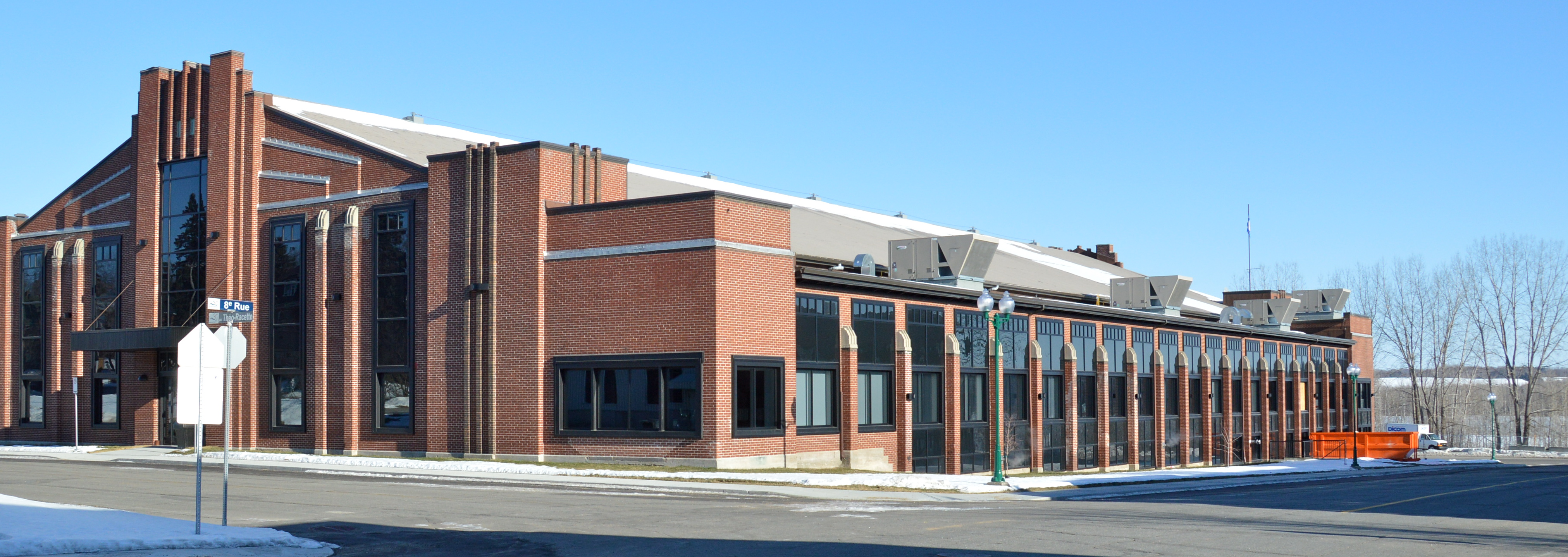
Édifice du complexe Jacques-Plante en 2014, à Shawinigan (Québec). Construit comme auditorium municipal en 1937 et 1938. Renommé aréna Jacques-Plante en 1994. Rénové en édifice à bureaux en 2013 et renommé complexe Jacques-Plante.